# Maebaru (Fukuoka)
Maebaru (前原市 Maebaru-shi?) fue una ciudad localizada en Fukuoka, Japón.
A partir de 2009, la ciudad tenía una población de 68.583. La superficie total fue de 104,50 km².
En 2010 se fusionó junto con los pueblos de Nijō y Shima (distrito de Itoshima), para crear la ciudad de Itoshima. El distrito se disolvió tras la fusión.